# Jacint Costa Bosch
Jacint Costa Bosch (Vic, 1899 – Vic, 1981)Prevere i artista, també té una vida sacerdotal.
De la seva vida sacerdotal cal esmentar el seu pas per algunes parròquies del bisbat. Des del 1944, capellà custodi de la Casa de Caritat. Com a poeta el trobem en periòdics i revistes, guardonat en diferents Jocs Florals, àdhuc a Barcelona. Autor del llibre Collita tardoral de la col·lecció <Aures de la Plana>. Esculpí figures de Betlem i tradicionals de la ruralia i construí els seus típics pessebres de contingut apologètic. És autor d'alguns relats de la Galeria de Vigatans Il·lustres.